# Hypaeus olympeae
Espèce
Hypaeus olympeae est une espèce d'araignées aranéomorphes de la famille des Salticidae.

## Distribution
Cette espèce est endémique de Guyane. Elle se rencontre dans les réserves naturelles nationales des Nouragues et de la Trinité et dans la montagne des chevaux.

## Description
Le mâle holotype mesure 6,00 mm et la femelle paratype 9,00 mm.

## Étymologie
Cette espèce est nommée en l'honneur d'Olympe Delavalle.

## Systématique et taxinomie
Cette espèce a été décrite par Courtial et Picard en 2023.

## Publication originale
- Courtial, Privet, Aubriot, Picard & Pétillon, 2023 : « Description of a new species of Hypaeus (Araneae: Salticidae: Salticinae: Amycini) based on integrative taxonomy. » Studies on Neotropical Fauna and Environment, vol. 58, no 2, p. 439-447.